# Ingalill Sundhage
Siv Inga-Lill ”Ingalill” Sundhage, född 30 augusti 1954, är en svensk journalist och chefredaktör. Hon är syster till fotbollstränaren Pia Sundhage.
Sundhage arbetade först som tandhygienist, men valde att skola om sig till journalist på JMG i Göteborg. Hon praktiserade därefter på Ulricehamns Tidning och arbetade sedan på Borås Tidning där hon hade olika chefsroller. Från den 1 april 2008 var hon Västerviks-Tidningens första kvinnliga chefredaktör och ansvarig utgivare.
År 2009 blev hon i stället chefredaktör för Bohusläningen. I samband med att Stampen samordnade ansvaret för tidningarna blev Sundhage även chefredaktör för Strömstads Tidning från 2014 och TTELA från 2016. Vid utgången av år 2016 gick Sundhage i pension. Bodil Resare efterträdde henne som chefredaktör för alla tre tidningarna. Senare under 2017 valde dock ägaren Stampen att införa en ny organisation med större lokal frihet. Sundhage återkom i samband med detta som chefredaktör för Bohusläningen och Strömstads Tidning.